# Cantó de La Haye-Pesnel
El cantó de La Haye-Pesnel és un cantó francès del departament de la Manche, situat al districte d'Avranches. Té 15 municipis i el cap es La Haye-Pesnel.

## Municipis
- Beauchamps
- Les Chambres
- Champcervon
- Équilly
- Folligny
- La Haye-Pesnel
- Hocquigny
- La Lucerne-d'Outremer
- Le Luot
- La Mouche
- La Rochelle-Normande
- Sainte-Pience
- Saint-Jean-des-Champs
- Subligny
- Le Tanu

## Història
| Data d'elecció                           | Identitat           | Partit           | Qualitat |
| ---------------------------------------- | ------------------- | ---------------- | -------- |
| 1945-1956                                | Ernest Corbin       | Divers droite    |          |
| 1956-1986                                | Pierre Corbin       | Divers droite    |          |
| 1986-2008                                | François Labarrière | RPR, després UMP |          |
| 2008-                                    | Gérard Dieudonné    | PS               |          |
| les dades anteriors no són pas conegudes |                     |                  |          |
|                                          |                     |                  |          |

## Demografia
| A partir de 1990: Població sense dobles comptes |